# Liste medizinischer Enzyklopädien des 18. und 19. Jahrhunderts

## Englisch
| - Robert James: A Medicinal Dictionary, Including Physic, Surgery, Anatomy, Chymistry, and Botany, in all their Branches relative to Medicine. Together with a History of Drugs; an Account of their Various Preparations, Combinations, and Uses; and an Introductory Preface, tracing the Progress of Physic and explaining the Theories which have principally prevail'd in all Ages of the World. T. Osborn, London 1743–1745. - Band 1 (1743), A – Calculus (Digitalisat) - Band 2 (1745), Caldar – Meum (Digitalisat) - Band 3 (1745), N – Zythos (Digitalisat) James’ Werk wurde, zwischen 1746 und 1748, von den französischen Enzyklopädisten Denis Diderot, Marc-Antoine Eidous und François-Vincent Toussaint ins Französische übertragen und vom Arzt Julien Busson gegengelesen, korrigiert und bearbeitet. - Dictionnaire universel de Médecine, de Chirurgie, de Chymie, de Botanique, d’Anatomie, de Pharmacie, d’Histoire naturelle, etc. Précédé d’un Discours Historique sur l’origine & les progres de la Medecine. Traduit de l’Anglois de M. James, par Mrs Diderot, Eidous et Toussaint. Revu, corrigé & augmenté par M. Julien Busson. Briasson, David l’aîné, Durand; Paris 1746–1748 - Band 1 (1746), A – Angiglossi (Digitalisat) - Band 2 (1746), Angina – Carcinoma (Digitalisat) - Band 3 (1747), Cardamantice – Fyada (Digitalisat) - Band 4 (1747), Gabal – Oculista (Digitalisat) - Band 5 (1748), Oculus – Sudamina (Digitalisat) - Band 6 (1748), Sudor – Zythos (Digitalisat) |

## Französisch
| - Nicolas François Joseph Éloy (1714–1788): Dictionnaire historique de la médecine ancienne et moderne, ou mémoires disposés en ordre alphabétique pour servir à l'histoire de cette science et à celle des médecins, anatomistes, botannistes, chirurgiens et chymistes de toutes nations. 4 Bände. H. Hoyois, Mons 1778 (Digitalisat) - Jean-Fr. Lavoisien: Dictionnaire portatif de médecine, d'anatomie, de chirurgie, de pharmacie, de chymie, d'histoire naturelle, de botanique et de physique. 1 Band. Théophile Barrois, Paris 1793 (Digitalisat) - Félix Vicq-d'Azyr, Jean-Baptiste le Rond d’Alembert (Hrsg.): Encyclopédie méthodique. Charles-Joseph Panckoucke, Paris 1787–1799 - Chirurgie. - Band 1 (1790), Abaptiston – Kyrsotomie (Digitalisat bsb) - Band 2 (1792), Laceration – Zigoma (Digitalisat bsb) - Tables de matières im Anschluss an Band 2: (Digitalisat bsb) - Explication des planches im Anschluss an Band 2: (Digitalisat bsb) - Band 3 An VII (1798/99), Abbildungen. (Digitalisat bsb) - Médecine. - Band 1 (1787), A – Aliter (Digitalisat descartes) (Digitalisat bsb) - Band 2 (1790), Alkahest – Andry (Digitalisat descartes) (Digitalisat bsb) - Band 3 (1790), Angles des yeux – Bluet (Digitalisat descartes) (Digitalisat bsb) - Band 4 (1792), Boa – Cytise (Digitalisat descartes) (Digitalisat bsb) - Band 5 (1792), Coagulans – Envies des femmes enceintes (Digitalisat descartes) (Digitalisat bsb) - Band 6 (1793), Epanchement – Gyrole (Digitalisat descartes) (Digitalisat bsb) - Band 7 (1798), Habdaramahnus – Justus (Digitalisat descartes) (Digitalisat bsb) - Band 8 (1808), Kaau – Mazini (Digitalisat descartes) (Digitalisat bsb) - Band 9 (1816), Mead – Merycologie (Digitalisat descartes) (Digitalisat bsb) - Band 10 (1821), Mesange – Nourriture (Digitalisat descartes) (Digitalisat bsb) - Band 11 (1824), Noyer – Phtorures (Digitalisat descartes) (Digitalisat bsb) - Band 12 (1827), Phycotyche – Seltz (Digitalisat descartes) (Digitalisat bsb) - Band 13 (1830), Semeiologie – Vanden-Broeck (Digitalisat descartes) (Digitalisat bsb) - Gesamtregister im Anschluss an Band 13: (Digitalisat descartes) (Digitalisat bsb) - Charles Louis Fleury Panckoucke (Hrsg.). Dictionnaire des sciences médicales. 60 Bände. Paris 1812–1822 (Digitalisat descartes) - Charles Louis Fleury Panckoucke (Hrsg.). Dictionnaire des sciences médicales. Biographie médicale. 7 Bände. Paris 1820–1825 (Digitalisat descartes, Band I-VII) - Band I, 1820, Aaron – Bartram (Digitalisat) - (Digitalisat bsb) - Band II, 1820, Bartsch – Brown (Digitalisat) - (Digitalisat bsb) - Band III, 1821, Browne - Dzondi (Digitalisat) - (Digitalisat bsb) - Band IV, 1821, Ebel - Gwinne (Digitalisat) - (Digitalisat bsb) - Band V, 1822, Haartmann – Lemery (Digitalisat) - (Digitalisat bsb) - Band VI, 1824, Lemmens - Reyher (Digitalisat) - (Digitalisat bsb) - Band VII, 1825, Rhazes - Zype (Digitalisat) - (Digitalisat bsb) - Louis-Jacques Bégin (1793–1859): Dictionnaire des termes de médecine, chirurgie, art vétérinaire, pharmacie, histoire naturelle, botanique, physique, chimie, etc. 1 Band, Crevot, Béchet, Baillière, Paris 1823 (Digitalisat descartes) - Adelon, Béclard, Biett [et al.]. Dictionnaire de médecine. - 1. Auflage, 21 Bände, Béchet jeune, Paris 1821–1828 (Digitalisat) - 2. Auflage, 30 Bände, Béchet jeune, Paris 1832–1846 (Digitalisat) - Jean-Eugène Dezeimeris: Dictionnaire historique de la médecine ancienne et moderne. 4 Bände. Bechet jeune, Paris 1828–1839 (Digitalisat descartes) - Amédée Dechambre (Hrsg.): Dictionnaire encyclopédique des sciences médicales. 100 Bände. P. Asselin und V. Masson, Paris 1864–1889 (Digitalisat) - Sigismond François Jaccoud (1830 – 1913) (Hrsg.): Nouveau dictionnaire de médecine et de chirurgie pratiques, illustré de figures intercalées dans le texte. 40 Bände. Baillière, Paris 1864–1886 (Digitalisat) |

## Deutsch
| - Encyclopädisches Wörterbuch der medicinischen Wissenschaften. Herausgegeben von den Professoren der medicinischen Facultät zu Berlin: Dietrich Wilhelm Heinrich Busch (Chirurgie, Geburtshilfe), Johann Friedrich Dieffenbach (Chirurgie), Carl Ferdinand von Graefe (Chirurgie, Augenheilkunde), Justus Hecker (Medizingeschichte), Christoph Wilhelm Hufeland, Ernst Horn (Psychiatrie), Johann Christian Jüngken (Chirurgie, Augenheilkunde), Heinrich Friedrich Link (Botanik), Johannes Müller (Physiologie), Emil Osann, Karl Asmund Rudolphi (Botanik, Zoologie), Elias von Siebold (Gynäkologie, Geburtshilfe). 37 Bände. J. W. Boike, Berlin 1828 – 1849 - Band 1 (1828), Aachen – Agyrta (Digitalisat) - Band 2 (1828), Ahnung – Antimonium (Digitalisat) - Band 3 (1829), Antipathie – Attractio (Digitalisat) - Band 4 (1830), Attrahentia – Band (Digitalisat) - Band 5 (1830), Bandage – Blutfluss (Digitalisat) - Band 6 (1831), Blutgefässe – Cardialgia (Digitalisat) - Band 7 (1831), Cardianastrophe – Cirkelbinde (Digitalisat) - Band 8 (1832), Cirollo’s Salbe – Crocidismus (Digitalisat) - Band 9 (1833), Crocus – Dysthymia (Digitalisat) - Band 10 (1834), Dystocia – Encanthis scirrhosa (Digitalisat) - Band 11 (1834), Encathisma – Fallkraut (Digitalisat) - Band 12 (1835), Fallopii canalis – Frühgeburt (Digitalisat) - Band 13 (1835), Frühlingsadonis – Gebärmuttervorfall (Digitalisat) - Band 14 (1836), Gebärmutterwassersucht – Gift (Digitalisat) - Band 15 (1837), Giftbaum – Heckinghausen (Digitalisat) - Band 16 (1837), Hectica – Homoeopathia (Digitalisat) - Band 17 (1838), Homoplata – Iliacus musculus (Digitalisat) - Band 18 (1838), Illingus – Jochbein (Digitalisat) - Band 19 (1839), Jochbeinmuskel – Klopfkur (Digitalisat) - Band 20 (1839), Klotzzange – Ladanum (Digitalisat) - Band 21 (1839), Lähme der Füllen – Luscitas (Digitalisat) - Band 22 (1840), Luxatio – Mellago graminis (Digitalisat) - Band 23 (1840), Meloe – Monro’sche Öffnung (Digitalisat) - Band 24 (1840), Mons veneris – Natrium (Digitalisat) - Band 25 (1841), Natron – Ophthalmia scarlatinosa (Digitalisat) - Band 26 (1841), Ophthamia scorbutica – Pestis (Digitalisat) - Band 27 (1842), Petasites – Pneumonia (Digitalisat) - Band 28 (1842), Pneumothorax – Reconvalescenz (Digitalisat) - Band 29 (1842), Recorporatio – Säugungsgeschäft (Digitalisat) - Band 30 (1843), Säure – Schwangerschaft (Digitalisat) - Band 31 (1843), Schwangerschaft – Spätgeburt (Digitalisat) - Band 32 (1844), Spalatro – Syphiliden (Digitalisat) - Band 33 (1845), Syphilis – Trieb (Digitalisat) - Band 34 (1845), Triebfeder der Geburt – Uvulitis (Digitalisat) - Band 35 (1846), Vaccina – Wehen (Digitalisat) - Band 36 (1847), Wehenfördernde Mittel – Zertheilung (Digitalisat) - Band 37 (1849), Zertrennung – Zymom (Digitalisat); Nachträge, S. 166ff (Digitalisat); Sachregister (Digitalisat) - Friedrich Ludwig Meissner und (ab Band 6 zusammen mit) Carl Christian Schmidt (Hrsg.): Encyclopädie der medicinischen Wissenschaften nach dem »Dictionnaire de Médecine« frei bearbeitet und mit nöthigen Zusätzen versehen. 13 Bände. Fest, Leipzig 1830 – 1834 - Band 1 (1830), A – Apyrexia (Digitalisat) (Digitalisat bsb) - Band 2 (1830), Aqua – Carica (Digitalisat) (Digitalisat bsb) - Band 3 (1830), Caries – Ehrenpreiss (Digitalisat) (Digitalisat bsb) - Band 4 (1831), Ei – Fonticulus (Digitalisat) (Digitalisat bsb) - Band 5 (1831), Formica – Hakenplättchen (Digitalisat) (Digitalisat bsb) - Band 6 (1831), Halbbad – Intermaxillaris (Digitalisat) (Digitalisat bsb) - Band 7 (1831), Intermissio – Leontodon taraxacum (Digitalisat bsb) - Band 8 (1832), Lepidium – Mispel (Digitalisat) (Digitalisat bsb) - Band 9 (1832), Missbildung – Physik (Digitalisat) (Digitalisat bsb) - Band 10 (1833), Physiognomia – Schlachthaus (Digitalisat) (Digitalisat bsb) - Band 11 (1833), Schlaefe – Tacamahaca (Digitalisat) (Digitalisat bsb) - Band 12 (1833), Taenia – Vulvo-Uterinus (Digitalisat) (Digitalisat bsb) - Band 13 (1834), Wabenkopfgrind – Zymische Saeure (Digitalisat) (Digitalisat bsb) - Ernst Julius Gurlt, August Hirsch (Hrsg.). Biographisches Lexikon der hervorragenden Ärzte aller Zeiten und Völker. 6 Bände. Urban & Schwarzenberg, Wien und Leipzig, 1884 – 1888 (Digitalisat wellcome) - Band 1 (1884), Aaskow – Chavasse (Digitalisat) - Band 2 (1885), Chavet – Gwinne (Digitalisat) - Band 3 (1886), Haab – Lindsley (Digitalisat) - Band 4 (1886), Lindsley – Revillon (Digitalisat) - Band 5 (1887), Révolat – Trefurt (Digitalisat) - Band 6 (1888), Treiber – Zypen (Digitalisat) - Albert Eulenburg (Hrsg.): Real-Encyclopädie der gesammten Heilkunde. Urban & Schwarzenberg, Wien - 1. Auflage in 15 Bänden (1880–1883) - 2. Umgearbeitete und vermehrte Auflage in 22 Bänden (1885–1890) - 3. Gänzlich umgearbeitete Auflage in 26 Bänden (1894–1901) - 4. Gänzlich umgearbeitete Auflage in 15 Bänden (1907–1914) |